# Дубешня
Дубе́шня — река в Одинцовском районе Московской области России, левый приток Москвы-реки.
Река Дубешня течёт с севера на юг. Берега слабо заселены. Почти на всём протяжении река протекает в лесах. В 3 км от устья расположена деревня Анашкино. Устье реки находится в 292 км по левому берегу реки Москвы, вблизи деревни Устье. Длина реки составляет 14 км, площадь водосборного бассейна — 37,5 км².
Постановлением Главы Одинцовского муниципального района от 29.10.2009 № 218-ПГл и решением Совета депутатов Одинцовского муниципального района от 12.02.2010 № 7/41 в окрестностях деревень Завязово, Торхово, Дяденьково и Анашкино была создана особо охраняемая природная территория — природный резерват «Лесные массивы бассейна реки Дубешни», в который включена территория площадью 3381 га бассейна верхнего и среднего течения реки.
По данным государственного водного реестра России, относится к Окскому бассейновому округу. Речной бассейн — Ока, речной подбассейн — бассейны притоков Оки до впадения Мокши, водохозяйственный участок — Москва от Можайского гидроузла до города Звенигорода, без реки Рузы (от истока до Рузского гидроузла) и реки Озерны (от истока до Озернинского гидроузла).